# Indigofera gangetica
Indigofera gangetica är en ärtväxtart som beskrevs av Munivenkatappa Sanjappa. Indigofera gangetica ingår i släktet indigosläktet, och familjen ärtväxter. Inga underarter finns listade i Catalogue of Life.